# 揚子江船業
揚子江船業（控股）有限公司（英語：Yangzijiang Shipbuilding (Holdings) Limited，SGX：BS6、臺證所：911609）是中國的一家造船公司，於1956年成立，是全中國第四大造船公司，同時是中國最大的民營造船公司。
任元林於1998年向政府購入揚子江船業，成為中國第一家民營造船公司。其後，揚子江船業於新加坡上市。
2010年，揚子江船業發行臺灣存託憑證，集資最多45.6億元新台幣。
2013年，揚子江船業首次在新加坡交易所推出雙幣上市，也就是人民幣和新加坡元結算，但不涉及發行新股，8月5日實行。

## 外部連結
- 官方网站